# Воинешти (Воинешти)
Воинешти (рум. Voineşti) насеље је у Румунији у округу Васлуј у општини Воинешти. Oпштина се налази на надморској висини од 214 m.

## Становништво
Према подацима из 2002. године у насељу је живело 3802 становника, од којих су сви румунске националности.

### Хронологија
| Година       | 1992 | 1993 | 1994 | 1995 | 1996 | 1997 | 1998 | 1999 | 2000 | 2001 | 2002 | 2003 | 2004 | 2005 | 2006 | 2007 | 2008 | 2009 | 2010 | 2011 | 2012 | 2013 | 2014 | 2015 | 2016 | 2017 |
| ------------ | ---- | ---- | ---- | ---- | ---- | ---- | ---- | ---- | ---- | ---- | ---- | ---- | ---- | ---- | ---- | ---- | ---- | ---- | ---- | ---- | ---- | ---- | ---- | ---- | ---- | ---- |
| Становништво | 4004 | 3999 | 3989 | 4022 | 3999 | 3989 | 3972 | 3971 | 4012 | 4020 | 4020 | 4056 | 4083 | 4063 | 4085 | 4077 | 4069 | 4121 | 4114 | 4088 | 4080 | 4043 | 4012 | 4039 | 4061 | 4040 |